# Pereh (semovente)
Il Pereh (in ebraico פרא, in italiano Onagro) è una semovente cacciacarri lanciamissili israeliano realizzato per conversione dei carri armati M-48A5 radiati dal servizio di prima linea dall’IDF. Il mezzo è rimasto segreto per circa 25 anni, ed è stato svelato al pubblico nel giugno 2015.

## Storia

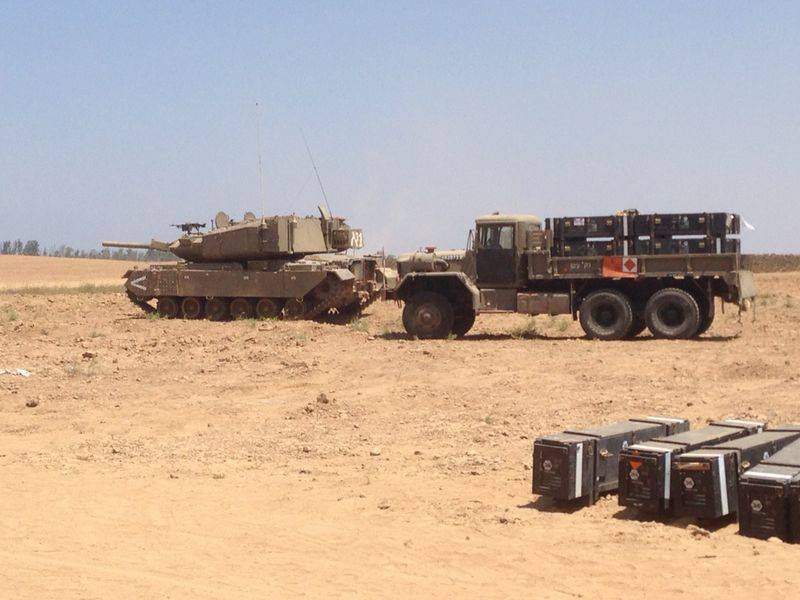
Un semovente Pereh si rifornisce di missili anticarro da un veicolo di supporto durante la guerra di Gaza.

Nel corso degli anni ottanta del XX secolo l’esercito israeliano avviò lo sviluppo di un nuovo semovente cacciacarri che avrebbe dovuto affiancare i carri armati da combattimento nelle grandi unità corazzate. Tale mezzo avrebbe dovuto essere sviluppato in tandem con il missile controcarro a lungo raggio Spike-NLOS (chiamato in servizio Tamuz), che fu poi presentato al pubblico per la prima volta nel 2011.  Durante la guerra del Kippur la sopravvivenza delle unità corazzate israeliane fu messo a rischio dal gran numero di carri armati allora in servizio nell’esercito egiziano, e i vertici militari dell'IDF concepirono un nuovo veicolo controcarro utilizzante missili a lungo raggio, che avrebbe dovuto operare lontano dalla prima linea, così da aumentare le sue possibilità di sopravvivenza. Tale dottrina operativa venne finalizzata durante la prima guerra del Libano, quando i reparti israeliani si scontrarono con i nuovi carri T-72 in servizio nell’esercito siriano. 
Lo sviluppo del nuovo mezzo avvenne nel più grande segreto, e inizialmente fu utilizzato come base lo scafo e la torretta di un carro medio M-48A5 Patton. I primi esemplari entrarono in servizio nel 1985, dotati di nuova torretta, nuovi cingoli e corazzatura reattiva.

## Tecnica

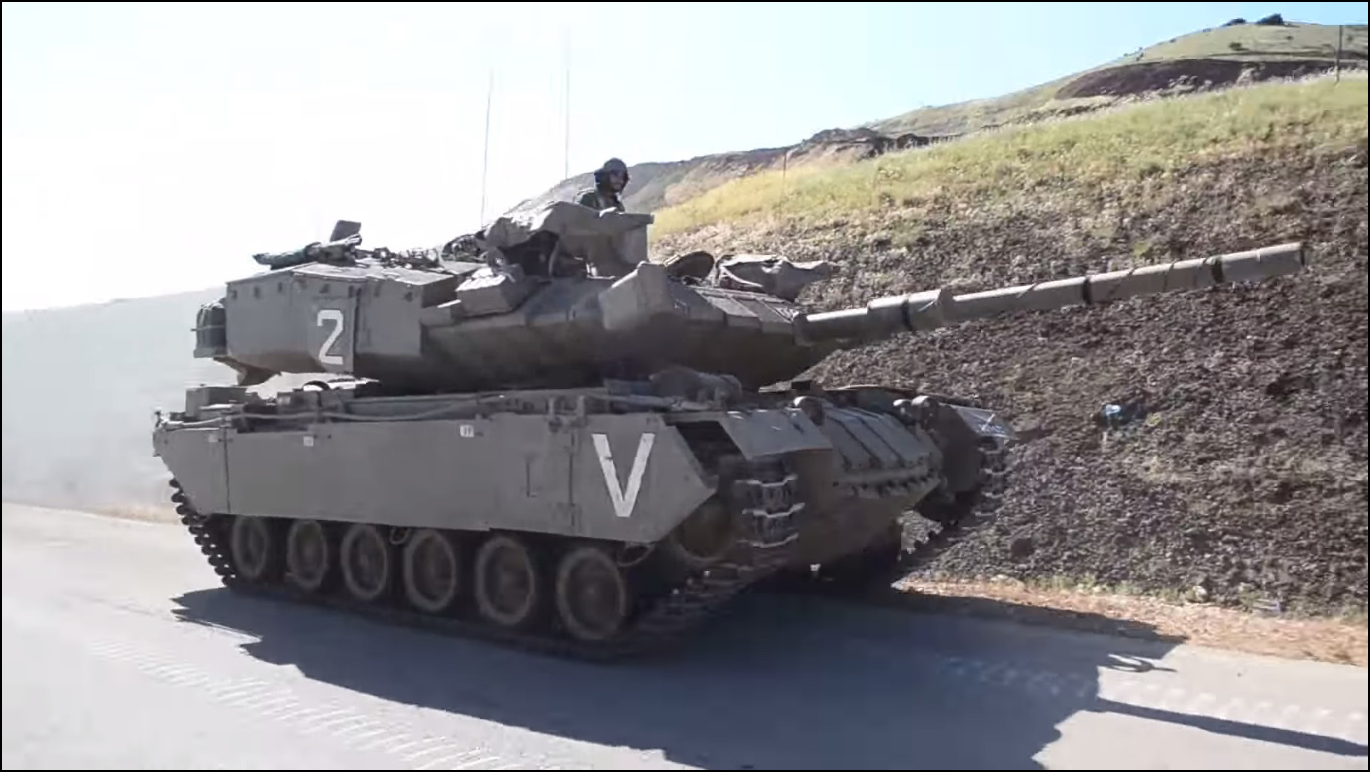
Un semovente Pereh in movimento su una strada.

Il semovente Pereh è basato sullo scafo del carro armato Magach 5 dotato di corazzatura aggiuntiva sulla parte frontale, così come per la torretta. L'armamento principale si basa su un cannone da 105/51 mm I treno di rotolamento è protetto da grembiolature laterali, derivate da quelle installate sui carri Centurion.
La torretta ingrandita contenente un lanciatore inclinabile a scomparsa per 12 missili controcarro a lungo raggio Rafael Spike-NLOS (Non Line of Sight), nella versione locale Tamuz 4, posizionato nella parte posteriore della torretta. Il lanciatore viene ricaricato in posizione abbassata tramite un portello posizionato sul retro, ed è protetto tramite una piastra corazzata che si abbassa quando non è in uso. Al momento del lancio il lanciatore viene alzato, così come il sistema di guida optronica del missile, all'esterno della torretta. Il missile Tamuz 4, con gittata di 25 km, appartiene alla categoria classificata come "fire, observe and update", cioè del tipo che dopo essere stato lanciato sale di quota per osservare la zona con il sensore elettroottico ognitempo e ritrasmette le immagini, girate in tempo reale, al lanciatore. Grazie a questo sistema l'operatore seleziona il bersaglio e vi guida contro l'ordigno, potendo cambiare la traiettoria del missile in volo in qualsiasi momento e anche cambiare bersaglio. In alternativa al Tamuz 4 il lanciatore può impiegate il Tamuz 2, dotato di gittata di 15 km. Esternamente sono presenti due mitragliatrici MAG calibro 7,62 mm e alcuni lancia artifizi.
Il semovente dispone di completa dotazione per le comunicazioni, e i veicoli sono inseriti nella rete di controllo network-centrica Mesua.
Il mezzo pesa 50 tonnellate, ed è mosso da un motore diesel General Dynamics AVDS-1790-2D erogante la potenza di 750 CV. L’equipaggio è composto da quattro persone, pilota, capocarro e due operatori ai sistemi di acquisizione del bersaglio e lancio del missile. La postazione del capocarro, che è posizionata alla destra del cannone, dispone dei sistemi optronici.

## Impiego operativo
Tenuto segretissimo per circa 25 anni, l’esistenza di questo semovente fu scoperta per la prima volta durante le operazioni contro la striscia di Gaza nel luglio 2014. Durante tali operazioni i semoventi Pereh avrebbero sparato oltre 430 missili Tamuz contro le postazioni di Hamas.
Il Pereh aveva già partecipato a tutte le operazioni compiute dall’esercito nei precedenti 25 anni, inclusa la Guerra del Libano del 2006 e la Guerra di Gaza (2008-2009). Alcune immagini del semovente Pereh, che a vista risultava quasi identico ad un carro armato M-48A5, erano già apparse sulla stampa ma dopo l’intervento dei censori che le avevano ritoccate. Le immagini scattate per la prima volta durante l'operazione Protective Edge furono la prima occasione in cui i censori permisero che fossero pubblicate immagini del Pereh senza censura, anche se non veniva specificato nelle didascalie a quale mezzo appartenessero.
Il ritiro dal servizio dei semoventi Pereh, di cui secondo alcune fonti ne furono realizzati una quarantina di esemplari, è iniziato nel corso del 2017.

## Utilizzatori
Israele
- Tzva HaHagana LeYisra'el

### Esplicative
1. ↑  Alcuni degli esemplari fotografati hanno il cannone privo del manicotto antidistorsione, e la canna storta, mentre in altri il pezzo è perfettamente funzionante.

### Bibliografiche
1. 1 2 3  Military Today.
2. 1 2 3 4 5   Mark Prigg, Israeli top secret missile launcher disguised as a TANK finally declassified after 30 years of rumors and secret missions, in The Daily Mail, 22 luglio 2015. URL consultato il 16 febbraio 2018.
3. ↑  Link to Israeli defense announcement  (Israeli)
4. ↑  Israel unveils officially existence of "Pereh" missile tank
5. ↑  (HE) Anshil Pfeffer, IDF Reveals Tamuz Missile, in Haaretz, 1º agosto 2011. URL consultato il 21 maggio 2013.
6. ↑  (EN) Advanced Spike Missile Unveiled, su dover.idf.il, Israel Defense Forces' official website, 25 novembre 2009. URL consultato il 29 giugno 2010 (archiviato dall'url originale il 5 dicembre 2009).
7. 1 2  Caretta 2015, p. 68.
8. 1 2 3 4 5 6 7 8 9  Caretta 2015, p. 69.
9. 1 2 3 4 5  Caretta 2015, p. 71.
10. ↑   Stephen Trimble, Rafael unveils new long-range Spike missile, in Flight International, 25 novembre 2009. URL consultato il 27 agosto 2011.
11. 1 2 3 4 5 6  Caretta 2015, p. 70.
12. ↑  https://tankandafvnews.com/2017/02/23/idf-retires-pereh-missile-carrier-tank/

### Periodici
- Luigi Caretta, Il semovente lanciamissili Pereh, in Panorama Difesa, Firenze, ED. AI, novembre 2015,  pp. 69-71.